# Sortilegio (telenovela)
Sortilegio (no Brasil: Sortilégio) é uma telenovela mexicana que foi produzida por Carla Estrada para a Televisa e exibida pelo Canal de las Estrellas, em 95 capítulos, entre 1 de junho até 9 de outubro de 2009, substituindo Mañana es para siempre e sendo substituída por Corazón salvaje. Durante duas semanas dividiu o horário com os últimos capítulos de Mañana es para siempre. Neste período, a trama iniciava às 21h30 e apresentava capítulos de 30 minutos.
Original de María Zarattini, é um remake das novelas Tú o nadie e Acapulco, cuerpo y alma, produzidas em 1985 e 1995, respectivamente.
A trama é protagonizada por Jacqueline Bracamontes e William Levy; antagonizada por David Zepeda, Ana Brenda Contreras, Chantal Andere, Julián Gil, Azela Robinson e Otto Sirgo. Tem atuações estelares de Daniela Romo, Wendy González, Daniela Luján, Marcelo Córdoba e Gabriel Soto.

## Sinopse
A trama conta uma história de enganos e traições, onde o ódio que Bruno sente por seu meio-irmão Alessandro, o leva a planejar sua morte só para se tornar herdeiro de sua fortuna.
Vitória teve um caso com o amigo de seu marido Samuel, Antonio Lombardo, resultando no nascimento de gêmeos: Bruno e Raquel. Antonio também teve um filho, Alessandro, com sua esposa Adriana. Depois de seus respectivos cônjuges morreram, Vitória e Antônio começaram um relacionamento e se casaram. No entanto, eles não disseram a seus filhos que eram meio-irmãos, já que revelaria suas infidelidades. Em vez disso, criaram seus filhos que reconheceram-se mutuamente como irmãos de criação.
Os anos passam, e Bruno vem a ser um homem irresponsável que não respeita as leis. Alessandro, por outro lado, é muito responsável. Antonio prefere Alessandro a Bruno, e decide que Alessandro deve herdar seu dinheiro quando morrer. Antonio e Vitória vão a uma reunião na escola de Bruno sobre seu comportamento, e lhe é dito que ele foi expulso. Enquanto eles estão deixando o local, eles começam uma discussão e distraído, Antonio prende suas muletas em um buraco. Vitória que está brava com ele por causa de seus argumentos, continua andando e não ajuda o marido. Quando Antonio tenta se libertar, um homem em uma motocicleta se choca contra ele, causando a morte de Antonio. Vitória torna-se novamente viúva. Algum tempo depois, Fernando, amigo de Alessandro, se apaixona por Vitória, mas seu amor não pode acontecer por causa da diferença de idade.
Dez anos mais tarde, Alessandro volta para ficar com a herança que Antonio deixou, fazendo com que o irmão Bruno tenha um ciúme doentio. Assim, Bruno planeja se livrar de Alessandro, e contrata Erick para ajudá-lo a alcançar seu plano. Enquanto isso, uma menina chamada Maria José e sua irmã Paula, vivem em uma humilde casa em Saque, no estado de Yucatán. Em suas férias ela conhece um jovem em um bar, e ele se apresenta como Alessandro Lombardo. Ela se apaixona por Alessandro, que pede sua mão em casamento, e eles se casam. No dia seguinte, Alessandro afirma ter negócios fora da cidade e vai embora. Enquanto isso, Bruno contrata um motorista de caminhão para colidir com o carro de Alessandro, causando o acidente de carro fora da estrada. Todos acreditam que Alessandro está morto. A família de Alessandro descobre o casamento em seu nome, e chama Maria José para dar a triste notícia. Arrasada, ela voa imediatamente com a sua irmã, Paula, para a residência dos Lombardo.
Na reunião familiar, ela descobre que Alessandro era realmente rico. Logo após a reunião da família, ela descobre que na verdade se casou com Bruno. Ele revela seus planos para ela, e promete cuidar dela se ela compartilhar sua fortuna. Desolada e horrorizada, ela deixa de ir para casa, mas Bruno a persegue para ameaçá-la de denunciar seu pai por tráfico de drogas. Maria José é forçada a voltar com ele. Mas como Alessandro milagrosamente sobreviveu ao acidente, ele logo volta para casa e descobre que ele é casado com uma mulher que nem sequer chegou a conhecer e não sabe nada sobre ela. Embora os médicos e sua família digam a Alessandro que ele tem alguns lapsos de memória, ele sabe que algo está errado e, eventualmente, obriga Maria José a contar a verdade. Querendo encontrar uma maneira de ajudá-la (e vendo que Bruno tem sentimentos por ela), Alessandro a mantém ao seu lado e finge estar casado. Com a convivência, eles acabam se apaixonando. Enquanto isso, Bruno, sua irmã Raquel e a amiga dela Maura (que está apaixonada por Alessandro), rejeitam Maria José.
Maria José, por causa de ameaças de Bruno, decide fugir com sua família para a Cidade do México. Pedro, pai de Maria José, acha que é um fardo na vida de sua filha, e a deixa, mas pede que Alessandro a resgate de Bruno. Bruno, então, usa Mário Aguirre, fazendo-o parecer inocente e deixando Maria José com um cúmplice / amante. Alessandro, cansado de suas mentiras, expulsa Maria José e sua família de sua casa e pede o divórcio. Logo depois, ele descobre que Maria José está grávida, mas decide que os dois precisam de um tempo longe um do outro. Depois de uma curta estadia em Saque, Maria José é esfaqueada nas costas por um intruso, e acaba no hospital. Alessandro, que ainda está apaixonado por Maria José, voa para Saque, e descobre que ela precisa de uma transfusão de sangue. Eles descobrem que apenas quem pode ajudar é Bruno, e ele concorda em ajudar com algumas condições. Depois de duas semanas, ela está liberada do hospital, volta a viver com os Lombardo em Mérida, depois de Alessandro convencê-la a ficar com ele e pedir desculpas por tudo.
Depois de algum tempo, Alessandro e Maria José se divorciam devido ao acordo que fez com Bruno, para salvá-la da morte. Quando Alessandro e Fernando encontram o juiz que casou Maria José e Bruno, este decide matar o juiz. No momento em que Alessandro e Fernando chegam no cartório, Bruno já havia matado o juiz, o empurrando de uma cachoeira. Sabendo que Bruno tem uma vantagem, eles pegam um barco para chegar à ilha, mas o barco pega fogo e explode. Fernando, Alessandro e um menino ficam presos em uma ilha deserta. Após quatro meses da ausência de Alessandro, Bruno quer dividir sua fortuna com Raquel, mas descobre que Alessandro deixou tudo o que tinha para sua ex-esposa. Então, Bruno decide que será o presidente da empresa. Devastada, Maria José decide que quer vender algumas das ações para Maura e sua irmã Lizete. Quando está prestes a assinar, Vitória a chama, e lhe diz para voltar para casa. Quando Maria José chega em casa, ela encontra Alessandro vivo em seu quarto.
Dois meses após o retorno de Alessandro, Bruno bola um novo plano. Ele tem um novo cúmplice, a mãe de Maria José, Helena. Ele pretende sequestrar Maria José, e fazer com que ela perca sua memória, para então casar com ela e dar a Maura a oportunidade de casar-se com Alessandro. Bruno e Maura chamam Maria José para ver uma casa para ela e Alessandro, mas na realidade é uma armadilha. Em seguida, eles, juntamente com Helena, fazem ela acreditar que encontrou sua irmã gêmea, Sandra, e que não sabiam dela antes. Porém, Sandra está em coma, e falece por uma overdose de drogas.
Eventualmente, Alessandro encontra Maria José, e a leva de volta para casa. Ele começa a tentar fazê-la se apaixonar por ele novamente pois a ama. Alessandro tem uma nova chance de recomeçar e fazer as coisas que nunca chegou a fazer, por causa dos planos de Bruno. Mas ela não se lembra de ninguém e acha que todo mundo está mentindo para ela, mas pouco a pouco a sua memória começa a voltar. Bruno é descoberto depois de tentar atirar em Alessandro, e é forçado a se esconder do FBI. Perante o cenário de manipulações constantes de Bruno e Maura, o casal tenta construir uma vida feliz com seu filho. Enquanto isso, Bruno tem que se esconder da polícia para evitar a prisão. Ele pede a sua mãe para lhe dar dinheiro e ajudá-lo a escapar. Vitória implora a Bruno que se entregue, mas ele diz que prefere se matar a apodrecer na cadeia. Alessandro confronta Bruno e leva um tiro no braço. As balas da arma de Bruno acabam e eles começam a lutar. Depois de Alessandro quase matar Bruno afogado, Erick dispara a arma em Bruno, que morre instantaneamente. Maura e Helena são presas. Finalmente, Alessandro e Maria José começam a viver como uma família.

## Escolha do elenco
- A atriz Aracely Arámbula chegou a ser cotada para interpretar a irmã da personagem Maria José. Mas, no fim, Carla Estrada decidiu que as personagens seriam gêmeas;[4]
- Diz-se que Salvador Mejía, exigiu que Carla Estrada tirasse a personagem Sandra, irmã gêmea de Maria José (as duas interpretadas por Jacqueline Bracamontes) da história, pois em sua telenovela sucessora de Sortilégio, Corazón Salvaje, já haveria gêmeas.

## Elenco
| Ator/Atriz               | Personagem                                                      |
| ------------------------ | --------------------------------------------------------------- |
| Jacqueline Bracamontes   | Maria José Samaniego Miranda / Maria José Samaniego de Lombardo |
| Jacqueline Bracamontes   | Sandra Bittencourt Miranda                                      |
| William Levy             | Alessandro Lombardo Villavicêncio / Nicolas Zambrano            |
| David Zepeda             | Bruno Damián Albeniz / Bruno Damián Lombardo                    |
| Daniela Romo             | Vitória de Albeniz / Vitória de Lombardo                        |
| Gabriel Soto             | Fernando Alanis                                                 |
| Ana Brenda Contreras     | Maura Albarrán                                                  |
| Chantal Andere           | Raquel Albeniz de Castelar / Raquel Lombardo de Castelar        |
| Marcelo Córdoba          | Roberto Castelar                                                |
| Julián Gil               | Ulisses Vila Senhor                                             |
| Wendy González           | Paula Samaniego Miranda / Esther Zambrano                       |
| María Victoria Cervantes | Felipa                                                          |
| José Carlos Ruiz         | Chucho Gavira Peres                                             |
| Monica Miguel            | Maia San Juan                                                   |
| Azela Robinson           | Helena Miranda de Krüger                                        |
| Otto Sirgo               | Dr. Jorge Krüger                                                |
| Aarón Hernán             | Porfirio Bittencourt                                            |
| Patricio Castillo        | Emiliano Alanis                                                 |
| Luis Couturier           | Dr. Hernán Plasência                                            |
| Fernando Allende         | Antônio Lombardo                                                |
| Felicia Mercado          | Adriana Villavicêncio de Lombardo                               |
| Alejandro Tommasi        | Samuel Albeniz                                                  |
| Héctor Sáez              | Pedro Samaniego                                                 |
| Daniela Luján            | Lizete Albarrán                                                 |
| Guillermo Zarur          | Ezequiel Flores                                                 |
| Adalberto Parra          | Erick Dias                                                      |
| Manuela Imaz             | Kátia Alanis                                                    |
| Rosita Pelayo            | Mercedes Brito                                                  |
| Arturo Lorca             | Arturo                                                          |
| Iliana de la Garza       | Júlia Fernandes                                                 |
| Rolando Fernández        | Gregório Dias                                                   |
| Dolores Oliva            | Piedade                                                         |
| Christina Pastor         | Mari                                                            |
| Willebaldo López         | Santos                                                          |
| Patricia Ancira          | Bertha                                                          |
| Rafael Zozaya            | Mateo Hernández / Mário Aguirre                                 |
| Alfredo Adame            | Detetive John Seagal                                            |
| Elizabeth Álvarez        | Irene                                                           |
| José María Negri         | Dr. Quinhones                                                   |
| Jonathan Becerra         | Chencho Gavira                                                  |
| Óscar Ferretti           | Augusto                                                         |
| Christina Masón          | Letícia "Letty                                                  |
| José Miguel Borbolla     | Bruno (jovem)                                                   |
| Cerex Otero              | Raquel (criança)                                                |
| Víctor Partida           | Bruno (criança)                                                 |
| Paty Bolaños             | Berenice Velázquez                                              |
| Susana Contreras         | Célia                                                           |
| Carlos Lauricella        | Rojas                                                           |
| Pablo Valentín           | Delegado                                                        |
| Benjamín Islas           | Advogado                                                        |
| Milla Nader              | Recepcionista                                                   |

## Sortilegio, el show
Jacqueline Bracamontes, David Zepeda, Gabriel Soto e Julián Gil protagonizaram "Sortilegio, el show", a partir de 11 de junho de 2010, em Los Angeles, Califórnia, sob a produção de Carla Estrada. Se tratava de um show dinâmico em que havia interação com o público através de concursos, e também foram convidadas mulheres ao palco para fazer sketches com cenas da trama. Devido a isso, o elenco foi embaixador do Carnaval da Carolina do Norte em 2010.

## Produção
- História original: María Zarattini
- Co-adaptação: Claudia Velazco
- Edição literária: Pilar Pedroza
- Música incidental: Denisse de Kalafe e Lorena Tassinari
- Cenário: Antonio García, Diego Lascurain e Ricardo Navarrete
- Desenho de vestuário: Ana Luisa Miranda e Maria Dolores Gómez
- Ambiente: Rafael Brizuela e Ignacio Hernández
- Elenco: Arturo Guízar
- Editores: Omar Blanco Vázquez e Oniel Alfaro
- Musicalizador: Jesús Blanco
- Arranjo musical: Aneiro Tano, J. Smith e Mario Santos
- Canção tema: Denisse de Kalafe
- Intérprete: Il Divo
- Gerente de produção: Graciela Valdivia
- Coordenação de produção: Maricruz Castañón
- Assistente de produção: Guillermo Gutiérrez
- Produtor associado: Arturo Lorca
- Diretores de câmeras: Lino A. Gama Esquinca, José Manuel Becerra e Jesús Nájera
- Diretora de cenas em localização: Karina Duprez
- Diretora de cenas: Mónica Miguel
- Produtora executiva: Carla Estrada

## Exibição

### No México
Foi reprisada pelo TLNovelas de 28 de outubro de 2019 a 17 de janeiro de 2020, substituindo Lo que la vida me robó e sendo substituída por Amor Bravío.
Foi reprisada por seu canal original de 25 de agosto a 26 de outubro de 2021, em 45 capítulos, substituindo La fuerza del destino e sendo substituída por Rubí, às 14h30.

### No Brasil
No Brasil, foi exibida pelo SBT como inédita de 27 de outubro de 2014 a 27 de fevereiro de 2015, em 88 capítulos, sucedendo Meu Pecado e antecedendo Coração Indomável, às 16h15.
Foi reprisada pela primeira vez no SBT de 16 de outubro de 2017 a 30 de janeiro de 2018, em 76 capítulos, sucedendo No Limite da Paixão e sendo substituída pela sua sucessora original Coração Indomável, às 17h.
Foi reprisada pela segunda vez no SBT de 24 de abril a 14 de agosto de 2023, em 80 capítulos, sucedendo A Dona e sendo sucedida pela sua antecessora original Meu Pecado, às 17h20.
Foi disponibilizada pelo serviço de streaming +SBT em 90 capítulos originais, dublada em português, no dia 27 de fevereiro de 2025.

## Recepção
No México, Sortilégio foi criticada pelas cenas excessivas de sexo. Já o casal gay dividiu opiniões. Na ocasião, a produtora Carla Estrada justificou que "o mundo está passando por isso, goste ou não", justificando a homossexualidade e a erotização.
No Brasil, antes mesmo da sua estreia pelo SBT, o portal NaTelinha recebeu duas denúncias feitas para o Ministério Público de São Paulo, de telespectadores que enviaram trechos de cenas de insinuação de sexo entre o casal protagonista, sequências com o casal homossexual e até mesmo cenas de insinuação de sexo oral. A Ouvidoria do Ministério Público de São Paulo prometeu repassar todas as cenas para um promotor analisar e concluir se o conteúdo é apropriado para o horário da tarde em um prazo máximo de 30 dias. A assessoria de Comunicação do SBT informou que "a novela será adequada à faixa-horária, sendo assim, todas as cenas que possam comprometer a exibição serão cortadas”.
Para adequar à trama ao horário, o SBT andou fazendo algumas alterações. Algumas delas se referem às cenas do casal gay. Várias cenas de insinuações homossexual entre os personagens foram cortadas e os diálogos que originalmente continham conteúdo homossexual, foram substituídos por diálogos de conteúdo hétero. Apesar do Ministério da Justiça não vetar insinuações homossexuais, a emissora diz que  "todas as edições feitas são para adequar a novela à classificação indicativa para o horário de exibição, de acordo com a lei".

## Audiência

### No México
Em sua exibição original, a trama alcançou uma média de 25,7 pontos, com 42% de share.

### No Brasil

#### Exibição Original
Estreou no Brasil com uma média de 5 pontos na Grande São Paulo garantindo o segundo lugar para a emissora.  Ao longo da trama a novela oscilava entre 6 e 8 pontos, índices ótimos para o horário, mas com o período de Festas de Natal e Ano Novo a novela registrou índices de 4 e 5 pontos. Com o fim do período de festas e em suas últimas semanas e capítulos, oscilou em 6 a 9 pontos garantindo sempre o segundo lugar. A trama bateu recorde de audiência dia 27 de novembro de 2014 com cerca de 8,1 pontos de média.
O último capítulo marcou 7,9 pontos de média com pico de 8,4. A trama obteve 6,4 pontos de Média Geral. Foi a maior audiência do horário desde 2005, superando Cuidado com o Anjo que até então era a maior audiência do horário, com 6,1 pontos, sendo superado pela sua sucessora Coração Indomável, com 7,8. A novela teve 1,8 pontos de elevação em relação a antecessora Meu Pecado.

#### Primeira Reprise
Em seu primeiro capítulo exibido em 16 de outubro de 2017 a trama registrou 5,7 pontos na Grande São Paulo e garantiu a vice-liderança. Em 12 de janeiro e em 19 de janeiro de 2018, a trama obteve seu maior índice até então, quando registrou 6,8 pontos de audiência. Já seu menor índice foi registrado em 1 de janeiro de 2018 quando cravou 3,9 pontos. Seu último capítulo registrou 7,7 pontos, sendo este seu maior índice. Teve média geral de 5,8 (6) pontos, índice considerado satisfatório para o horário e próximo do patamar da exibição original.

#### Segunda reprise
Reestreou com 4,5 pontos, não alterando os índices do horário vespertino. O segundo capítulo registrou 4,6 pontos. O terceiro capítulo registrou 4,7 pontos. O quarto capítulo registrou 4,8 pontos. Em 9 de maio de 2023 registrou 5 pontos. O último capítulo registrou 4,3 pontos. Fechou com a média geral de 4 pontos, sendo até então um dos piores índices da faixa desde a implantação com a reexibição de Mar de Amor em 2021.

## Exibição internacional
SBT

 Canal 10
 Televicentro de Nicaragua
 Mega
 Telecanal
 RCN
Telemicro Canal 5
 América Televisión
 Canal 9
 Venevisión
 Gama TV
 Telefuturo
 TV4
Citizen TV
 Antena 3 Canarias/Nova
 Telemetro Panamá
 Canal 3
 Canal 2
 Univision
 Antena 1
 Pink TV
 Pink BH
 Pink M
 Nova TV
 POP TV
 TV Doma
 FEM3
 Repretel
 bTV
 Diema Family
 Univisión
 Imedi Tv
 Sitel TV
Red
 Lady Channel
 Telenovela Channel
 Abu Dhabi Al Oula
 Galaxy TV
 Viasat 1
 EduTV

## Versões
- Tú o nadie, produzida para a Televisa por Ernesto Alonso em 1985 e protagonizada por Lucía Méndez e Andrés García.

- Acapulco, Cuerpo y Alma produzida por José Alberto Castro em 1995 e protagonizada por Patricia Manterola e Saúl Lisazo.

- Em 1995 o produtor Carlos Sotomayor realizou outra versão produzida pela Televisa e Fox Broadcasting Company intitulada Acapulco Bay e protagonizada por Raquel Gardner e Jason Adams.

- Em 2022, José Alberto Castro produziu uma nova adaptação da trama para a Televisa, intitulada Cabo, protagonizada por Bárbara de Regil, Matías Novoa e Diego Amozurrutia.

## Prêmios e nomeações

### PremioTvyNovelas 2010
| Categoria                   | Indicados                     | Resultados |
| --------------------------- | ----------------------------- | ---------- |
| Melhor Telenovela           | Carla Estrada                 | Indicado   |
| Melhor Atriz Protagonista   | Jacqueline Bracamontes        | Indicado   |
| Melhor Ator Protagonista    | William Levy                  | Indicado   |
| Melhor Ator Antagonista     | David Zepeda                  | Venceu     |
| Melhor Atriz Principal      | Daniela Romo                  | Venceu     |
| Melhor Ator Co-Protagonista | Gabriel Soto                  | Indicado   |
| Melhor Direção de Câmeras   | Lino Gama Esquinca            | Venceu     |
| Melhor Direção de Cena      | Karina Duprez e Mónica Miguel | Venceu     |

### Premios People en Español 2010
| Categoria               | Pessoa                              | Resultado |
| ----------------------- | ----------------------------------- | --------- |
| Melhor telenovela       | Melhor telenovela                   | Indicado  |
| Melhor adaptação        | Melhor adaptação                    | Indicado  |
| Melhor atriz            | Jacqueline Bracamonte               | Indicado  |
| Melhor ator             | William Levy                        | Indicado  |
| Melhor vilão (a)        | David Zepeda                        | Indicado  |
| Melhor revelação do ano | Julián Gil                          | Venceu    |
| Melhor casal            | Jacqueline Bracamontes William Levy | Indicado  |

### Premios Juventud 2010
A telenovela recebeu três nomeações na categoria Novelas destes prêmios.
| Categoria              | Pessoa                         | Resultado |
| ---------------------- | ------------------------------ | --------- |
| Está ótimo             | William Levy                   | Venceu    |
| Menina dos meus sonhos | Jacqueline Bracamontes         | Venceu    |
| Melhor tema noveleiro  | Sortilegio de Amor por Il Divo | Venceu    |

### Premios Bravo 2010
| Categoria                | Pessoa       | Resultado |
| ------------------------ | ------------ | --------- |
| Melhor ator protagonista | William Levy | Ganhador  |